# Illemad

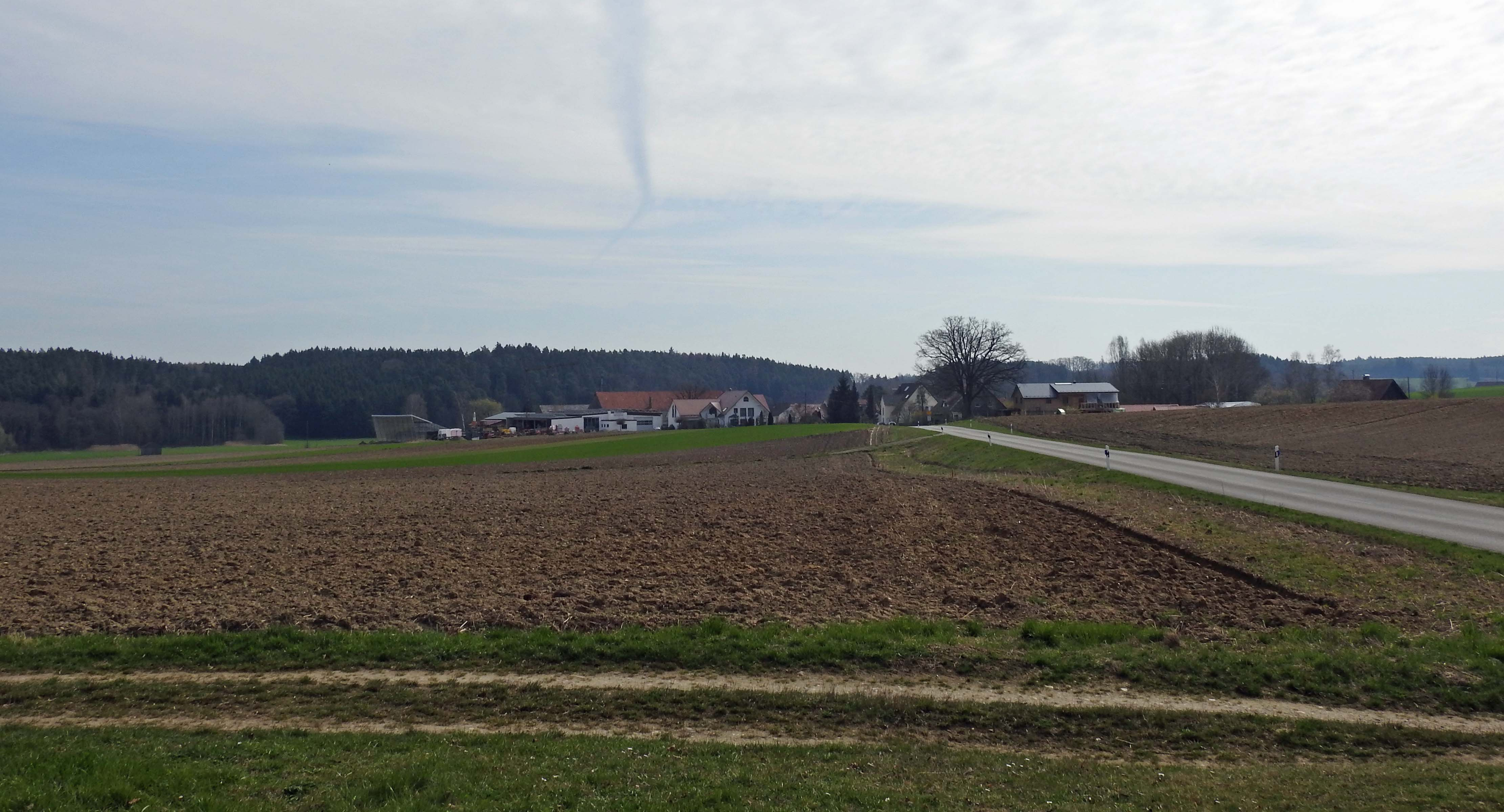
Illemad von Westen, 2017

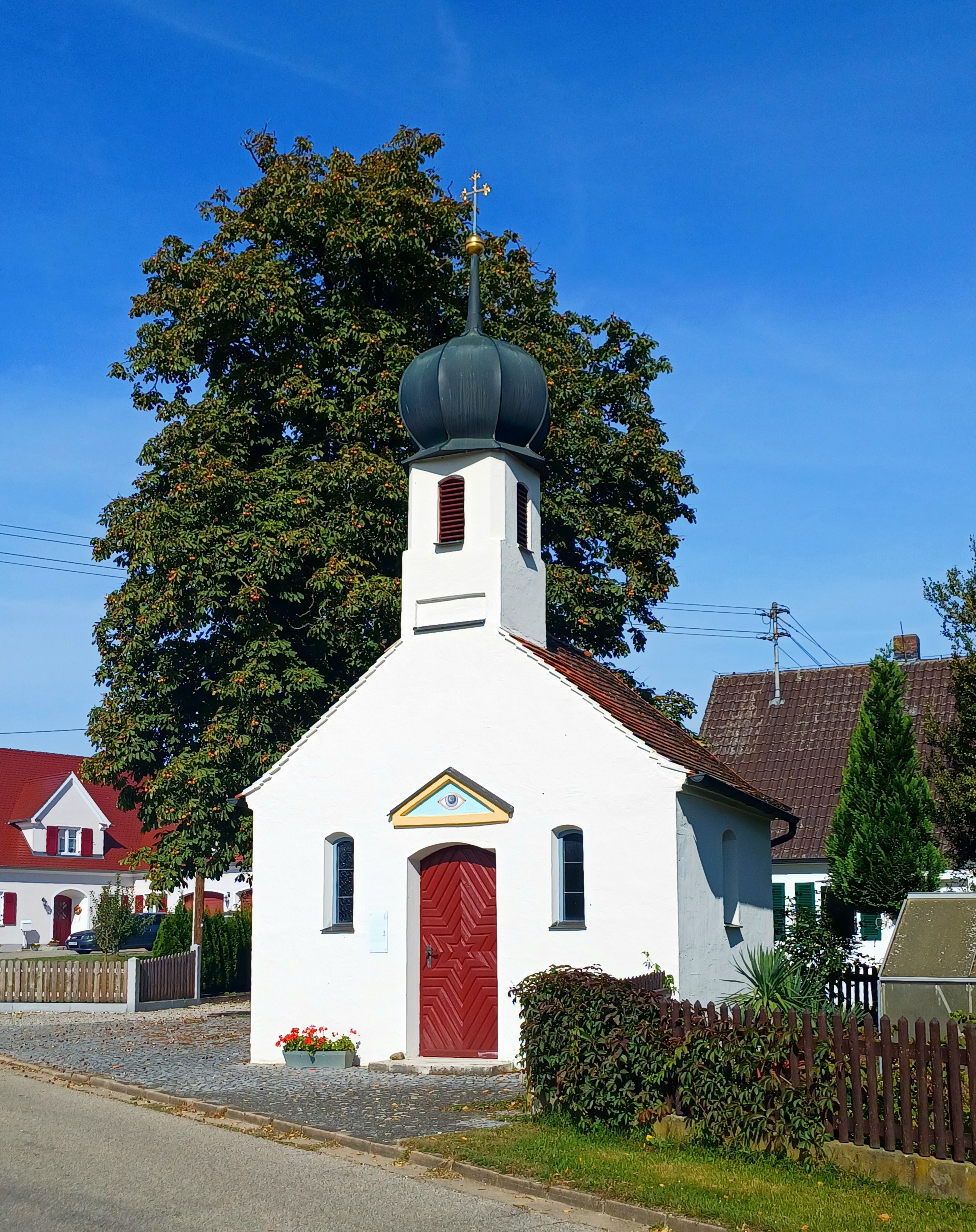
Marienkapelle

Illemad ist ein Weiler der Gemeinde Buttenwiesen im schwäbischen Landkreis Dillingen an der Donau in Bayern. Er liegt eineinhalb Kilometer östlich von Lauterbach im Tal des Stadelbachs.

## Geschichte
Illemad wurde 1270 erstmals als „Velmad“ (= Uelmad) genannt. Der Namensteil „mad“ stammt vermutlich vom Wort „Mahd“ für mähbare Wiese. Um 1270 gehörte der Ort zur Reichspflege Wörth (Donauwörth) und kam später in den Besitz Augsburger Patrizier.

## Baudenkmäler
Siehe auch: Liste der Baudenkmäler in Illemad
Die Marienkapelle stammt aus der Mitte des 19. Jahrhunderts. Illemad gehört zur Pfarrei Sankt Stephan in Lauterbach.

## Bodendenkmäler
Siehe: Liste der Bodendenkmäler in Buttenwiesen